# Louis van Vuuren

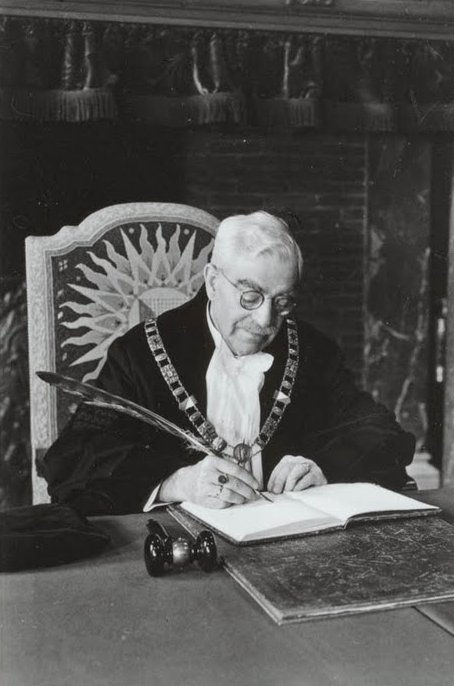

Louis van Vuuren (Bandjermasin, 23 juli 1873 – Utrecht, 12 juli 1951) was een Nederlands sociaal-geograaf en een van de grondleggers van de Utrechtse sociale geografie.

## Jeugd en Indische jaren
Van Vuuren werd geboren op Borneo, als zoon van Nederlandse ouders. Zijn vader was KNIL-officier Gerrit van Vuuren. Kort na zijn geboorte verhuisde het gezin Van Vuuren naar Nederland. Louis van Vuuren behaalde het HBS-diploma in Helmond en vertrok daarna naar het Instructie-Bataljon voor het KNIL in Kampen.
In 1898 vertrok Van Vuuren als luitenant naar Nederlands-Indië om te dienen onder Johannes Benedictus van Heutsz (1851-1924). Van Heutsz was in 1898 benoemd tot civiel en militair gouverneur van Atjeh en Onderhorigheden en zijn Atjeh-politiek bestond uit een mix van streng militair optreden en sociaal-economische maatregelen. Van Vuuren werd zo betrokken bij de 'pacificatie'-politiek van Van Heutsz. Van 1905-1908 kon hij van zijn ervaring gebruikmaken bij de 'pacificatie' van de Pak Pak landen, een streek ten westen van het Tobameer op Sumatra. Daar maakte hij de overstap van een militaire functie naar een bestuursfunctie.
Zijn verblijf in Nederlands-Indië werd onderbroken in de periode 1908-1910. Van Vuuren was toen met zijn vrouw en kind teruggekeerd naar Nederland voor een studie aan de Nederlands-Indische Bestuursacademie. Bij de afronding van zijn studie publiceerde hij in 1910 zijn Eerste maatregelen in pas geannexeerd gebied. De Pater (1998) geeft een korte weergave van de inhoud. Het boekje beschrijft de activiteiten die nodig zijn om de bevolking 'te verheffen', met andere woorden om welvaart in een gebied te brengen. Deze activiteiten betreffen het verbeteren van de infrastructuur, de introductie van nieuwe gewassen, het opzetten van onderwijsvoorzieningen en medische zorg.
In 1910 was Van Vuuren weer in Nederlands-Indië terug. Hij was benoemd tot directeur van het Encyclopedisch Bureau. Dit instituut was bedoeld om gegevens over het koloniale gebied te verzamelen en te interpreteren om op die manier de lokale bestuursambtenaren van dienst te zijn. De initiatiefnemer voor de oprichting van dit Bureau was Hendrikus Colijn (1869-1944), op dat moment lid van de Tweede Kamer voor de Anti-Revolutionaire Partij. Colijn was van 1904-1907 adjudant van gouverneur-generaal Van Heutsz geweest.
Bij het Encyclopedisch Bureau werkte Van Vuuren aan het opstellen van landbeschrijvingen van delen van Nederlands-Indië. Zijn belangrijkste werk was Het Gouvernement Celebes, dat in 1920 werd gepubliceerd. Er waren drie delen voorzien, maar het Encyclopedisch Bureau werd om bezuinigingsredenen in 1921 opgeheven. Het wel uitgegeven deel 1 (535 pagina's) bevat een grote hoeveelheid vooral fysisch-geografische feiten van dit eiland, met een accent op de kustgebieden.
Na de opheffing van het Bureau keerde Van Vuuren naar Nederland terug.

## Lector-Hoogleraar-Rector Magnificus
Kort na zijn terugkeer in Nederland werd Van Vuuren benoemd tot lector koloniale landbeschrijving aan de Universiteit van Amsterdam. In zijn openbare les legde hij de nadruk op de relatie tussen de fysisch-geografische kenmerken van een gebied en de sociaal-economische mogelijkheden. Hij zou gedurende vijf jaar deze post bekleden.
In december 1923 was Jan Frederik Niermeyer (1866-1923), hoogleraar sociale geografie aan de Universiteit van Utrecht, na een lang ziekbed overleden. Daarna ontstonden problemen over zowel het handhaven van de leerstoel als over de persoon van een nieuwe hoogleraar. De fysisch-geografische hoogleraar Karl Oestreich was van mening dat een voorziening op lectoraatniveau voldoende was. De studenten waren het daar niet mee eens. Veel van hen studeerden in deeltijd en zij zouden zo gedwongen zijn bij de Universiteit van Amsterdam hun heil te zoeken. Zij hadden succes. De Universiteit benoemde eerst Willem Boerman (1888-1965), die in Rotterdam economische geografie doceerde. Zijn aanstelling was geen succes. Na 18 maanden werd een oplossing gevonden in de benoeming van Louis van Vuuren, nadat de voorkeur van Oestreich voor de Duitse geograaf Alfred Rühl (1882-1935) door intensief lobbyen bij de minister was afgewezen. Vermoedelijk heeft de praktische instelling van Van Vuuren en diens grote ervaring in de koloniën de doorslag gegeven bij de beslissing.
Voor Van Vuuren is de sociale geografie voor alles een praktische, in huidige termen toegepaste, wetenschap. Het vak bestudeert de relatie tussen mens en woongebied en met name het streven naar welvaart van de menselijke groep. Technisch vermogen en sociaal-economisch kapitaal zijn belangrijke middelen om een zeker welvaartsniveau te bereiken. Ook in de Nederlandse context zet Van Vuuren zijn in Nederlands-Indië ontwikkelde ideeën op het vlak van een 'ethische politiek' voort. De overheid heeft de plicht met het voorgenomen sociaal-economisch beleid de sociale rechtvaardigheid te bevorderen. Het sociaalgeografisch onderzoek dient dan ter onderbouwing van het regionaal-economisch beleid. Daarmee legt Van Vuuren de grondslag voor de traditie in de Nederlandse planning waarbij (sociaal-economische en ruimtelijke) analyse voorafgaat aan het maken van plannen. De sociaal-geograaf is als het ware een sociaal ingenieur (De Pater, 1998).
In de jaren tussen 1935 en 1942 (de crisisjaren in de Nederlandse economie) werden tal van zogenaamde welvaartsonderzoeken gedaan. Deze studies werden gekenmerkt door een combinatie van veldwerkgegevens, statistische data en enquêtegegevens. Ook voor de stad Utrecht werden rapporten gemaakt. Deze betroffen aanbevelingen over de ruimtelijke ontwikkeling van de stad. Andere steden en gemeenten waarvoor onderzoek werd gedaan waren Zwolle, een aantal Maasgemeenten en gemeenten in de Bommelerwaard en Salland.
Van Vuuren was ook promotor van een aantal proefschriften. Tot de belangrijkste promovendi behoorden Adriaan de Vooys, een van zijn latere opvolgers in Utrecht, en Hendrik Jacob Keuning, de latere hoogleraar sociale en economische geografie in Groningen.
In 1941 werd Van Vuuren min of meer bij toeval Rector Magnificus van de Universiteit van Utrecht. De rector magnificus werd als voorzitter van de senaat bijgestaan door assessoren (de decanen van de faculteiten). Toen in 1941 de voordracht voor een rector niet door het departement werd overgenomen, moest Van Vuuren als oudste assessor optreden als waarnemend rector. Dat was zo in de Hogeronderwijswet geregeld. Later werd dit omgezet in een officiële benoeming. Zijn rol in deze positie is omstreden geweest. Het is vooral Van Vuurens houding in de kwestie van de loyaliteitsverklaring in 1943 geweest die hem binnen de universitaire gemeenschap heeft geïsoleerd. Volgens De Pater (1998) heeft Van Vuuren meegewerkt met de Duitse bezetter, echter niet uit eigenbelang of overtuiging maar om het universitaire bedrijf gaande te houden. In 1942 publiceerde hij een artikel over het Deltagebied van Rijn, Maas en Schelde in Nieuw Nederland, een tijdschrift dat werd uitgegeven door Nenasu, de Nederlandsche Nationaal Socialistische Uitgeverij. Van Vuuren moest direct na de Tweede Wereldoorlog aftreden en raakte sociaal geïsoleerd. Slechts zijn voormalige geografiestudenten kwamen hem tot zijn dood, in 1951, met een zekere regelmaat opzoeken. Zij hebben tot op de dag van vandaag een overwegend positief oordeel over hem.

## Promovendi
Met name tussen 1932 en 1936 begeleidde Van Vuuren een groot aantal promovendi. In chronologische volgorde waren dat:
- Adriaan de Vooys (1932), cum laude
- Lamberta Martina van den Bergh van Eysinga (1933)
- Hendrik Jacob Keuning (1933), cum laude
- Brand Klaas van den Bergh (1933)
- Tetje Heeringa (1934)
- Wilhelmina Johanna Huender (1934)
- Hubert Johan Joseph van Velthoven (1935)
- Dieuwke Aagje Brouwer (1936)
- Gerrit Kuperus (1936)

## Belangrijke publicaties
- 1920: Het Gouvernement Celebes. Proeve eener monografie, deel 1, Weltevreden, Encyclopedisch Bureau
- 1924: Practische geografie, in: Gedenkboek Schuiling, 1924, pp. 346–353
- 1933: Een nationaal park in Nederland. Utrecht : Kemink en Zoon N.V. brochure 55 pgs.
- 1938: Rapport betreffende een onderzoek naar de sociaal-economische structuur van een gebied in de provincie Utrecht, Utrecht
- 1941: Warum Sozialgeographie? Zeitschrift der Gesellschaft für Erdkunde zu Berlin, 76, 1941, pp. 269–279
- 1942: 'De functie van het Deltagebied van Rijn, Maas en Schelde : binnen het bestek der Nederl. verkeers- en handelseconomie.' in: Nieuw Nederland, 9e jaargang nr. 2.[4]